# Osdorp Posse
Osdorp Posse é uma banda de hip-hop dos Países Baixos formada em 1989 por Def-P, King, IJsblok e Seda. Devido a suas visões razoavelmente difíceis e extremistas da vida cotidiana em suas músicas, eles rapidamente ganharam grande popularidade na cena "underground" de seu países.
O primeiro álbum da banda, Osdorp Stijl, lançado em 1992 continha canções como "Moordenaar!" (Assassino!), "Katholieke trut" (Cadela Católica) e "Commerciële AIDS" (AIDS Comercial). Esse álbum definiu o tom, usando batidas de Hardcore combinadas com uma mensagem de Hardcore definida por Def-P. Os principais assuntos postos em suas canções eram a pobre qualidade e a falta de criatividade na música comercial ("Commerciële AIDS"); fanatismo religioso ("Katholieke trut"); e as alegrias de beber cerveja ("Bier")
Em 1993 o álbum Roffer dan Ooit foi lançado. Entretanto a rádio holandesa acusou a banda de "jogando a ser Guetos" e disse que não podia ser levada a sério.
No mesmo ano, um novo álbum foi lançado, Vlijmscherp, e neste álbum o grupo comentou sobre o seu tratamento nos meios de comunicação holandeses. Em uma das canções do álbum, "Ghetto'tje spelen" ("Jogando a ser Guetos"), a citada rádio DJ foi humilhada pelo Def P.
Devido a sua natureza explícita, o grupo foi banido das rádios holandesas e estações de rádio tanto públicas quanto comerciais se recusaram a tocar suas músicas.
Isso nāo implicou no fim do grupo, mas em uma mudança dramática em seu estilo e em 1995 Afslag Osdorp foi lançado, o qual foi considerado por muitos como seu mais "fino" álbum, em que problemas sociais como prostituição, amor real, abuso doméstico e religião não foram ressaltados. A estação de rádio Villa 69 tocou um único som uma vez, proporcionando uma total reencontro da banda com a mídia.
Em 1996 a banda tocou com o grupo de Death Metal Nembrionic, resultando em Briljant, Hard en Geslepen, no qual hip-hop e metal foram combinados. Em 1998 iniciaram sua própria etiqueta de gravação, Ramp Records. O Osdorp Posse foi gerenciado até conseguir sua primeira batida no Top-10 em 2000 com a canção "Origineel Amsterdams" e depois desse fato, a TV e o rádio holandeses começaram a tocar as músicas da banda novamente. O Rapper líder Def-P começou a embarcar também em projetos solo desde 2001, sendo o mais famoso Def P & The Deatbusters.

## Discografia

### Álbuns
- Osdorp Stijl (1992)
- Roffer dan Ooit (1992)
- Vlijmscherp (1993)
- Afslag Osdorp (1995)
- Briljant, Hard en Geslepen (1996)
- Geendagsvlieg (1997)
- Oud & Nieuw (1998)
- Kernramp (2000)
- Tegenstrijd (2003)
- Hollandse Hardcore Hiphop Helden (2005)
- "The World Might Suck" (2008)
- "2 Decennia" (2009)

### Canções
- "Hardcore Leeft" (Março 1994)
- "Ongeplugd" (Dezembro 1994)
- "Origineel Amsterdams" (2000)
- "Chemoderniseerd" featuring Blind Justice (2000)
- "Ik Eerst/Jongens Uit De Industrie" (2003)
- "Fok Jou!" (2003)